# テンダグリア
テンダグリア（Tendaguria　"テンダグルのもの"の意味）タンザニアのジュラ紀後期由来の竜脚類の属である。
テンダグリアはタンザニアのテンダグル化石産地の大型竜脚類である;これは2つの背部前方の椎骨（ホロタイプ:MB.R.2092.1 (NB4) および MB.R.2092.2 (NB5)（フンボルト博物館））に基づいており、この標本はタンザニアのテンダグルの丘の東南部へ15 kmのナンバンゴにあるテンダグル累層（en）の上部サウリアン層、ジュラ紀後期（チトニアン）から発見されたものである。椎骨は"opisthocoelous"（後部が中空）で、神経棘がほとんどないほど低く、つまり神経棘が椎体と区別できず、椎弓の周囲の領域から上に出ないで横突起と連続しているという点でそれ以外の既知の竜脚類すべてと異なっている。
テンダグリアは高度に派生した竜脚類である;体軸筋は横突起の背側の表面にシフトしていただろう;他の竜脚類との関係は明確でないが、テンダグリアの頸椎はカマラサウルスとある種の類似性を示している。体長は20 mほどと推定される。テンダグリアは2000年にホセ・ボナパルテ、Heinrichおよび Wildにより発見された。タイプ種はTendaguria tanzaniensisで2000年、ボナパルテらによりホロタイプを収集した国であるタンザニアにちなんで命名された。

## 参照
- Bonaparte, J. F., Heinrich, W. D. & Wild, R. 2000. Review of Janenschia Wild with the description of a new sauropod from the Tendaguru beds of Tanzania and a discussion on the systematic value of procoelous caudal vertebrae in the Sauropoda. Palaeontographica Abteilung A, 256, 25-76.